# 辛纂
辛纂（？—534年），字伯将，陇西郡狄道县（今甘肃省定西市临洮县）人，北魏官员，辛雄的堂兄。

## 生平
辛纂学问涉猎文史，温良雅正，以兖州安东府主簿为起家官。辛纂和同乡秘书丞李伯尚过去有交情，李伯尚与咸阳王元禧一起谋逆，逃窜投奔辛纂，事情发觉后辛纂被定罪免官。十多年后，辛纂才出任奉朝请，略微升任太尉骑兵参军，经常受到府主清河王元怿赞赏。等到准备考核时，元怿说：“辛骑兵有学问有才能，应当评定为上等。”辛纂转任越骑校尉。尚书令李崇北伐柔然，引荐辛纂出任录事参军。临淮王元彧北伐，又因为辛纂随李崇受到称赞，上表请求任命辛纂为自己的长史。辛纂很快出任谏议大夫，受到元彧的高度赞赏，元彧屡次在朝堂举荐他。
孝昌二年（526年），梁武帝萧衍派遣将领曹义宗进攻新野，魏孝明帝元诩诏令辛纂出任持节、兼任尚书左丞、南道行台，和都督魏承祖率领军队赶赴新野接应，到达后就击败了梁军。曹义宗等人认为辛纂军队强劲快速，不敢再进攻。当时北魏国内危机重重，京城再也派不出后援部队，只有辛纂的两千多士兵在防卫边境。魏孝明帝又诏令辛纂担任荆州军司，出任骁骑将军，加辅国将军。辛纂善于安抚将士，部下大多愿意为他效力，南梁很是忌惮辛纂。遇到魏孝明帝去世的消息传来，大家认为正在和敌军对战，想要封锁丧事消息。辛纂说：“安危在于人的努力，关这什么事。”辛纂于是为魏孝明帝发丧号哭，三军披麻戴孝。辛纂回到州城，告诫大家订立盟约。很快辛纂被曹义宗包围，他和将士们固守城池相持数年，经历数十次战斗。魏孝庄帝元子攸即位，辛纂出任通直散骑常侍、征虏将军、兼任尚书，仍为行台。之后大都督费穆击败曹义宗并将他俘虏，费穆进入新野城，举起酒杯向辛纂敬酒说：“如果不是辛行台在这里，我也没办法建立这项战功。”费穆回朝后，向魏孝庄帝称赞辛纂坚持气节固守危城，应当受到封爵和赏赐，以劝勉后来的人。魏孝庄帝于是下诏慰劳勉励辛纂。
辛纂很快出任持节、平东将军、东中郎将，获赐绢五十匹，金装刀一口。永安二年（529年），元颢乘胜进攻到虎牢城下，尔朱世隆狼狈逃走，虎牢城内空虚，辛纂于是被元颢俘虏。魏孝庄帝回到京城，辛纂向魏孝庄帝请求定自己不能守城的罪。魏孝庄帝说：“当时朕也向北撤退，东中府失守哪里是你的过错呢？”辛纂回去镇守虎牢，很快转任中军将军、荥阳郡太守。荥阳郡百姓姜洛生、康乞得等人原来是太守郑仲明部下，豪猾偷窃，在荥阳郡境内为患。辛纂伺机将他们擒获，在郡城的街市上斩首示众，百姓欢欣喜悦。辛纂又加镇东将军。太昌年间，辛纂出任左光祿大夫。当时辛纂侨居洛阳，于是出任河南邑中正。
永熙三年（534年），辛纂出任使持节、河内郡太守。高欢当时率兵进入洛阳，部队在河内城下集合，辛纂出城向高欢拜谒说：“辛纂受到诏令在此，本有防御之任。大王忠于王室，扶救危难，辛纂怎敢不匍匐效命。”高欢说：“我志在除去奸佞小人，以巩固国运，河内这番话，实在是一个做大臣的气节。”高欢因此命令前任侍中司马子如说：“我旅途疲惫，你可以代替我握辛纂的手。”高欢就此进入洛阳。
永熙三年九月，辛纂代理西荆州刺史、兼任尚书、南道行台，很快正式出任刺史。当时蛮族首领樊五能攻破析阳郡，响应宇文泰。辛纂议论想要出兵讨伐樊五能，辛纂行台郎中李广劝谏说：“析阳的四面没有百姓，只有一城之地而已。山路又深又险，里里外外都是蛮族。如今如果派遣少量军队，力量不足以制服贼人；多派军队，就要削减西荆州的防卫，导致根本虚弱。万一不如意，就毁了您一世英名。人情一旦动摇，州城难以保住。”辛纂说：“怎能放纵蛮贼不征讨，让他们为患一天比一天大！”李广说：“今天这件事，唯有万无一失。况且忧虑在心腹大患，哪有空去理会疥癣小病。听说台军已经击败元洪威，估计不久就会到西荆州。您只要指挥城中军民，使他们各自修筑完善壁垒，妥善安抚百姓，以等待救兵。虽然失去了析阳，也只是丢弃鸡肋而已。”辛纂说：“您的话自有一定道理，但我的意见与你不同。”辛纂于是派遣军队进攻析阳郡，没能取胜，将领们逃亡不回。穰城城中百姓秘密招来西魏的军队，宇文泰派遣都督独孤信率领军队潜行袭击穰城，辛纂率兵出战。独孤信曾在荆州任职，百姓都怀念独孤信的恩惠，独孤信在阵前劝说士兵，东魏军队崩溃。独孤信因此派兵进攻，辛纂大败回城，城门还没关住。独孤信派都督杨忠、康洛儿、元长生作为前锋进攻，到城门时，杨忠呵斥守门人说：“大军已到，城中有内应，你们想要活命的，为什么还不逃走？”守门人四散逃走，杨忠、康洛儿、元长生率领军队入城，到达官衙。辛纂左右只有五六个人，与西魏军短兵相接，辛纂被俘虏后处死。东魏朝廷赠予辛纂都督定殷二州诸军事、骠骑大将军、尚书左仆射、司徒公、定州刺史。

## 家庭

### 兄弟
- 辛蕃，北魏后将军、太中大夫

### 儿子
- 辛子炎，东魏博陵郡太守